# Emmanuel Servais

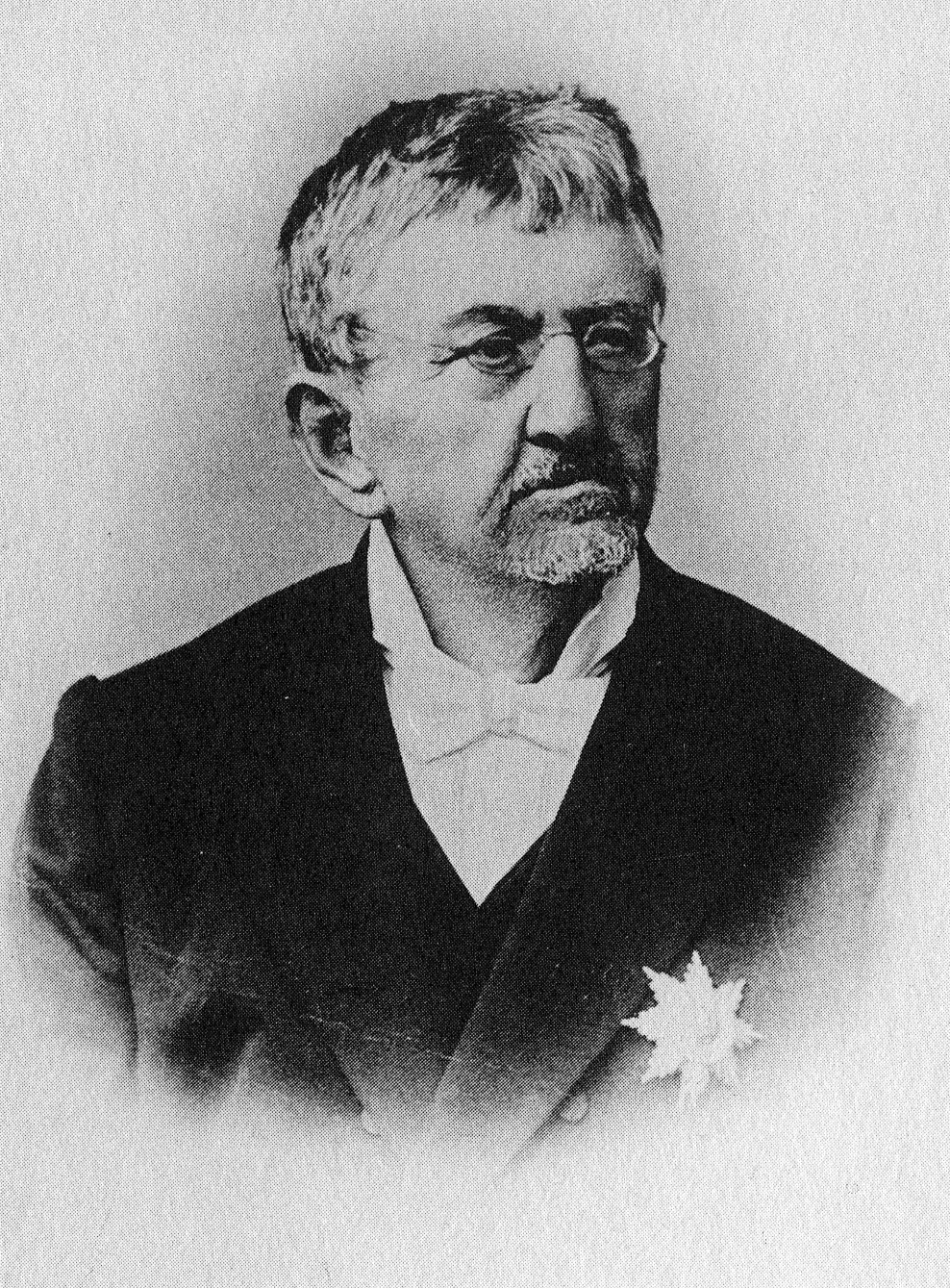
Emmanuel Servais

Lambert Joseph Emmanuel Servais (* 11. April 1811 in Mersch; † 17. Juni 1890 in Bad Nauheim) war ein luxemburgischer Politiker und Schriftsteller.

## Leben
Emmanuel Servais studierte von 1829 bis 1833 in Gent, Paris und Lüttich Rechtswissenschaft und ließ sich anschließend in Arlon als Anwalt nieder. Während der Zeit der Belgischen Revolution spielte Servais eine aktive Rolle und war Mitglied des Provinzialrates. In diesen Jahren gründete er die Zeitung L'écho du Luxembourg.
1839 kehrte Servais nach Mersch zurück und schrieb sich in Luxemburg als Anwalt ein. Zwischen 1841 und 1848 war er Mitglied der Assemblée des États und wurde 1848 Vertreter in der Assemblée constituante. Vom 20. Mai 1848 bis zum 30. Mai 1849 vertrat Servais Luxemburg in der Frankfurter Nationalversammlung.
Von 1853 bis 1857 war er Generaldirektor (Minister) für Finanzen in der Regierung von Charles-Mathias Simons. Zwischen 1857 und 1867 war Servais Mitglied des Staatsrates. 1867 wurde er Staatsminister und Präsident der Regierung. Am 26. Dezember 1874 gab er überraschend seinen Rücktritt bekannt. Servais war bis 1887 Präsident des Staatsrates und von 1875 bis 1890 Bürgermeister der Stadt Luxemburg.
Emmanuel Servais hat insgesamt vier luxemburgische Verfassungen mit ausgearbeitet: die von 1841, 1848, 1856 und 1868. Zudem war er zusammen mit Victor de Tornaco Unterzeichner des zweiten Londoner Vertrages vom 11. Mai 1867. Siehe auch: Luxemburgkrise
Nach seiner politischen Karriere machte sich Servais auch als Schriftsteller einen Namen.

## Veröffentlichungen
- Servais, E., 1895. Autobiographie de feu M. Emmanuel Servais[1], ancien ministre d’État. Publications de la Section historique de l'Institut grand-ducal de Luxembourg, vol. 43. (Band 43 der Veröffentlichungen des „Institut Grand-Ducal de Luxembourg“ wurde 1990 von der „Fondation Servais“ neu aufgelegt und erschien mit einem Vorwort von Christian Calmes bei der Imprimerie Centrale in Luxemburg.)

## Ehrungen
Für seine Verdienste wurde Servais am 17. Februar 1876 in den Nassauischen Hausorden vom Goldenen Löwen aufgenommen.

## Prix Servais
Der Prix Servais ist ein Literaturpreis, der seit 1992 durch die Fondation Servais für das bedeutendste veröffentlichte Werk in Luxemburg des Jahres verliehen wird.